# Polipo
Polipo ist ein schneller, schlanker Proxy für das Hypertext Transfer Protocol (HTTP und HTTPS) mit Caching- und Filterfunktionalität.

## Merkmale
Polipo ist in der Programmiersprache C geschrieben. Er ist auf die Beschleunigung weniger Clients beziehungsweise für den lokalen Einsatz („private proxy“) entworfen und entsprechend schlank.

### Funktionalität

Der polipo-Proxy nimmt Anfragen aus dem lokalen Netz entgegen und arbeitet in beiden Richtungen als Mittler zum Internet. Hierbei kann polipo z. B. Webinhalt zwischenspeichern und bei erneuter Abfrage schneller ausliefern. Auch z. B. Reklame kann so aus Webinhalten vor der Auslieferung an den Anwender herausgefiltert werden.

Er beherrscht SOCKS, HTTP/1.1, IPv4 und IPv6.
Mit der Fähigkeit zu Caching, Bytebereich-Anfragen, HTTP-Pipelining und der Bündelung von Anfragen (simuliertes Multiplexing) kann er für ein wesentlich reaktiveres Surferlebnis sorgen. Der schlanke Proxy polipo ist als Contentfilter zudem beim Ausfiltern von Reklame hilfreich.

## Software-Lizenz
Polipo wird als freie Software unter den Bedingungen der MIT-Lizenz veröffentlicht.
Es ist plattformunabhängig ausgelegt und einsatzfähig.
Für alle großen Betriebssystemplattformen (Windows, Mac OS X, Linux) sind über die offizielle Website vorkompilierte Binärpakete erhältlich; desgleichen auch für FreeBSD und OpenWrt. Bei populäreren GNU/Linux-Distributionen kann es teils direkt aus den Standard-Paketquellen installiert werden.

## Geschichte
Juliusz Chroboczek begann Polipo zu schreiben und veröffentlichte am 3. Februar 2003 die erste Version 0.1. Er gestaltete es nach Vorbild von WWWOFFLE aus Unzufriedenheit über die Unzulänglichkeiten desselben.
Am 7. Februar 2007 wurde Polipo 0.9.99.2 freigegeben, welches am 6. März unverändert zu Version 1.0.0 erklärt wurde.
Christopher Davis arbeitete im Sommer 2009 im Rahmen eines Stipendiates des Google Summer of Code mit Unterstützung der EFF und des Tor-Projektes an der Verbesserung der Portierbarkeit von Polipo. Juliusz übergab im Dezember 2009 die Verwaltung des Projekts an Christopher, trug jedoch weiterhin zum Projekt bei. Nach der letzten Version von Juliusz (1.0.4.1 vom 2. Februar 2010) gab es neue Versionen der Proxy-Software von Christopher Davis (letzte veröffentlichte Version: 1.1.1 vom 14. Mai 2014). Mittlerweile ist das Projekt eingestellt und wird nach eigenen Angaben nicht mehr weitergeführt.